# Fancy You
Fancy You ist die siebte EP der südkoreanischen Girlgroup Twice. Das Album wurde am 22. April 2019 von JYP Entertainment veröffentlicht.

## Hintergrund
Fancy You wurde am 7. April 2019 zum ersten Mal offiziell angekündigt. Gleichzeitig kündigte die Gruppe auch ihre nächste Tournee für den Sommer an, die sie, neben Asien, auch nach Nord- und Südamerika führen wird. In der Folgezeit veröffentlichte die Gruppe Konzeptfotos und Teaser Videos zur neuen EP.
Fancy You wurde am 22. April 2019 veröffentlicht. Die Singleauskopplung Fancy wurde von Black Eyed Pilseung zusammen mit Jeon Gun geschrieben. Mit Black Eyed Pilseung hatte die Gruppe schon bei früheren Veröffentlichungen zusammen gearbeitet.
Wie schon auf den vorherigen Alben waren auch bei diesem Album einige Mitglieder der Gruppe an den Texten der Lieder beteiligt. Produziert wurde das Album wieder von JYP Entertainment-Gründer Park Jin-young.

## Titelliste
| Nr.          | Titel            | Text                          | Musik                                                                    | Länge |
| ------------ | ---------------- | ----------------------------- | ------------------------------------------------------------------------ | ----- |
| 1.           | Fancy            | Black Eyed Pilseung, Jeon Gun | Black Eyed Pilseung, Jeon Gun                                            | 3:35  |
| 2.           | Stuck in My Head | Lee Seu-ran                   | Matthew Tishler, Andrew Underberg, Philip Bentley                        | 2:58  |
| 3.           | Girls Like Us    | Jihyo                         | Uzoechi Emenike, Dimitri Tikovoï, Maya von Doll, Charli XCX              | 2:40  |
| 4.           | Hot              | Momo, Kang Eun-jeong          | Jonatan Gusmark, Ludvig Evers, Moa Carlebecker Forsell, Josefin Glenmark | 2:59  |
| 5.           | Turn It Up       | Sana, Earattack               | Earattack, Louise Frick Sveen                                            | 3:09  |
| 6.           | Strawberry       | Chaeyoung, Kim Eun-su         | Maestro the Baker, Jake Tench, Kloe                                      | 3:29  |
| Gesamtlänge: | Gesamtlänge:     | Gesamtlänge:                  | Gesamtlänge:                                                             | 18:50 |

## Chartplatzierungen
| ChartsChartplatzierungen | Höchstplatzierung | Wochen |
| ------------------------ | ----------------- | ------ |
| Japan (Oricon)           | 1 (14 Wo.)        | 14     |
| Südkorea (KMCA)          | 2 (85 Wo.)        | 85     |

| ChartsJahrescharts (2019) | Platzierung |
| ------------------------- | ----------- |
| Japan (Oricon)            | 34          |
| Südkorea (KMCA)           | 11          |

## Auszeichnungen für Musikverkäufe
| Land/Region     | Auszeichnungen für Musikverkäufe (Land/Region, Auszeichnung, Verkäufe) | Verkäufe |
| --------------- | ---------------------------------------------------------------------- | -------- |
| Südkorea (KMCA) | 2× Platin                                                              | 500.000  |
| Insgesamt       | 2× Platin ·                                                            | 500.000  |

Hauptartikel: Twice/Diskografie